# Nardophyllum genistoides
Nardophyllum genistoides là một loài thực vật có hoa trong họ Cúc. Loài này được (Phil.) A.Gray mô tả khoa học đầu tiên năm 1873.